# Punta Norte (Sandwich del Sur)
La punta Norte o punta Salamandra (en inglés: Salamander Point) es una punta que marca el extremo norte de la isla de Bellingshausen, perteneciente a las islas Tule del Sur, en el archipiélago de las Sandwich del Sur. La Dirección de Sistemas de Información Geográfica de la provincia de Tierra del Fuego cita la punta en las coordenadas 59°22′18″S 27°09′54″O / -59.37167, -27.16500.
En esta punta se ubica uno de los puntos que determinan las líneas de base de la República Argentina, a partir de las cuales se miden los espacios marítimos que rodean al archipiélago.

## Historia
Fue nombrada en 1930 por el personal británico de Investigaciones Discovery a bordo del RRS Discovery II  como North Point, topónimo quer fue traducido al español como punta Norte. 
Pero el nombre en inglés fue cambiado por el Comité de Topónimos Antárticos del Reino Unido (UK-APC) en 1971 para evitar la duplicación. El nuevo nombre Salamandra aparece en algunas cartas navales, y se relaciona con el cercano pico Basilisco. La salamandra (Caudata) es un animal que supuestamente puede vivir en el fuego.
La isla nunca fue habitada ni ocupada, y como el resto de las Sandwich del Sur se encuentra bajo control del Reino Unido que la hace parte del territorio británico de ultramar de las Islas Georgias del Sur y Sandwich del Sur, y es reclamada por la República Argentina, que la hace parte del departamento Islas del Atlántico Sur dentro de la provincia de Tierra del Fuego, Antártida e Islas del Atlántico Sur.